# Cappotto (Palio di Siena)
Nel gergo del Palio di Siena, per una contrada "fare cappotto" significa vincere ambedue i Palii ordinari (2 luglio e 16 agosto) corsi in uno stesso anno, a prescindere da eventuali Palii straordinari.
Per estensione, il termine viene riferito anche ai fantini e ai cavalli che riescono a vincere ambedue i Palii ordinari del medesimo anno. In tali casi, si utilizza l'espressione "cappotto personale".

## I cappotti delle contrade

Il Pesse e Quarnero vincono per la Giraffa il Palio del 16 agosto 1997, realizzando il terzo cappotto della contrada

Undici rioni senesi, per un totale di diciassette volte, sono ad oggi riusciti ad aggiudicarsi entrambe le carriere ordinarie dello stesso anno: Bruco, Chiocciola, Civetta, Drago, Giraffa, Lupa, Nicchio, Onda, Tartuca, Torre e Valdimontone. La Giraffa è la contrada ad aver fatto più cappotti, ben tre. La Civetta, la Lupa, la Tartuca e la Torre hanno fatto cappotto due volte mentre lo hanno fatto una sola volta Bruco, Chiocciola, Drago, Nicchio, Onda e Valdimontone.
La prima contrada a fare cappotto fu la Civetta, nel 1761, mentre l'ultima è stata la Lupa nel 2016. Quest’ultima, insieme alla Tartuca nel 1933, è l’unica contrada ad aver centrato il cappotto con lo stesso fantino e lo stesso cavallo sia al Palio di luglio che a quello di agosto. La stessa Lupa, sempre nel 2016, ha stabilito il primato di riuscire a togliersi la "cuffia" e fare cappotto nello stesso anno.
Il Nicchio fu, in occasione del cappotto del 1834, l'unica contrada ad aver realizzato l'impresa vincendo almeno uno dei due Palii con il cavallo scosso.
L'Oca, la contrada con più vittorie nella storia del Palio, non ha mai fatto cappotto, così come Aquila, Istrice, Leocorno, Pantera e Selva.

### Tutti i cappotti
| Anno | Contrada vincente | Palio di Provenzano (luglio)           | Palio di Provenzano (luglio)          | Palio dell'Assunta (agosto)           | Palio dell'Assunta (agosto)     |
| Anno | Contrada vincente | Fantino                                | Cavallo                               | Fantino                               | Cavallo                         |
| ---- | ----------------- | -------------------------------------- | ------------------------------------- | ------------------------------------- | ------------------------------- |
| 1761 | Civetta           | Domenico Franceschini detto Bechino II | Sauro dorato dell'oste delle Donzelle | Mattia Mancini detto Bastiancino      | Repicanato                      |
| 1778 | Civetta           | Mattia Mancini detto Bastiancino       | Sauro di Giacomo Coppi                | Luigi Sucini detto Nacche             | Stornello di Luigi Cetti        |
| 1779 | Onda              | Mattia Mancini detto Bastiancino       | Stornello di Stefano Ricci            | Giuseppe Brecchi detto Brecchino      | Baio di Pietro Nepi             |
| 1781 | Valdimontone      | Beniamino Simoni detto Begnamino       | Stornello di Luigi Cesti              | Orazio Ronchi detto Grillo            | Baio di Pietro Nepi             |
| 1785 | Lupa              | Isidoro Bianchini detto Dorino         | Baio dorato di Giuseppe Palagi        | Arcangiolo Pacchiani detto Pacchiano  | Morello di Luigi Fanciulli      |
| 1787 | Torre             | Agostino Lippi detto Groppasecca       | Sauro sfaccettato di Franco Nepi      | Agostino Lippi detto Groppasecca      | Baio dorato di Franco Nepi      |
| 1807 | Giraffa           | Agostino Rochi detto Botto             | Sauro di Bernardino Ricci             | Matteo Marzi detto Mattiaccio         | Baio chiaro di Giuseppe Manetti |
| 1834 | Nicchio           | Giovanni Brandani detto Pipistrello    | Morello di Lorenzo Iacopi             | Giovanni Brandani detto Pipistrello   | Baio di Gaetano Santi (scosso)  |
| 1842 | Bruco             | Giuseppe Buoni detto Figlio di Bonino  | Morello di Luigi Riccucci             | Giuseppe Buoni detto Figlio di Bonino | Morello di Antonio Riccucci     |
| 1850 | Chiocciola        | Antonio Guasqui detto Folaghino        | Baio di Giuseppe Bernardini           | Antonio Guasqui detto Folaghino       | Morello di Pietro Cianchelli    |
| 1886 | Tartuca           | Antonio Salmoria detto Leggerino       | Morello di Remigio Bellini            | Pietro Fosci detto Pietrino d'Arezzo  | Farfallina                      |
| 1890 | Drago             | Francesco Ceppatelli detto Tabarre     | Prete                                 | Francesco Ceppatelli detto Tabarre    | Farfallina                      |
| 1896 | Torre             | Domenico Fradiacono detto Scansino     | Farfallino                            | Domenico Fradiacono detto Scansino    | Febo                            |
| 1897 | Giraffa           | Domenico Fradiacono detto Scansino     | Febo                                  | Massimo Tamberi detto Massimino       | Febo                            |
| 1933 | Tartuca           | Fernando Leoni detto Ganascia          | Folco                                 | Fernando Leoni detto Ganascia         | Folco                           |
| 1997 | Giraffa           | Giuseppe Pes detto Il Pesse            | Lobi's Andrea                         | Giuseppe Pes detto Il Pesse           | Quarnero                        |
| 2016 | Lupa              | Jonatan Bartoletti detto Scompiglio    | Preziosa Penelope                     | Jonatan Bartoletti detto Scompiglio   | Preziosa Penelope               |

### Statistiche

#### Classifica per numero di cappotti
- 3 cappotti

 Giraffa
- 2 cappotti

 Civetta

 Lupa

 Tartuca

 Torre

- 1 cappotto

 Bruco

 Chiocciola

 Drago

 Nicchio

 Onda

 Valdimontone

- Nessun cappotto

 Aquila

 Istrice

 Leocorno

 Oca

 Pantera

 Selva

#### Il numero dei cappotti nei secoli
- XVII secolo: nessuno;
- XVIII secolo: 6;
- XIX secolo: 8;
- XX secolo: 2;
- XXI secolo: 1.

## I cappotti dei fantini

Peppinello con il giubbetto della Chiocciola nel 1964, contrada con cui, vincendo ad agosto, colse il suo cappotto personale.

A tutto il 2024, sono 41 i fantini riusciti a centrare il cappotto personale.
Il primo di cui sia documentata l'impresa è Cappellaro, che nel 1707 vinse a luglio per la Selva e ad agosto per l'Oca. L'ultimo cappotto realizzato da un fantino risale al 2022, anno in cui Tittìa vinse a luglio per il Drago e ad agosto per il Leocorno.
I fantini che hanno realizzato più cappotti in carriera sono lo stesso Tittìa, nonché Dorino e Caino: 3 ciascuno. 
Per cinque fantini, il cappotto personale ha coinciso con gli unici due Palii vinti nella propria carriera: Ruglia nel 1713, Polpettino nel 1800, Boggione nel 1884, Meloncino nel 1934 e Peppinello nel 1964.
In nove occasioni il cappotto personale di un fantino ha permesso di realizzare la medesima impresa alla contrada per cui correva: Groppasecca nel 1787 per la Torre, Pipistrello nel 1834 per il Nicchio, Figlio di Bonino nel 1842 per il Bruco, Folaghino nel 1850 per la Chiocciola, Tabarre nel 1890 per il Drago, Scansino nel 1896 per la Torre, Ganascia nel 1933 per la Tartuca, Il Pesse nel 1997 per la Giraffa e Scompiglio nel 2016 per la Lupa.

## I cappotti dei cavalli

Folco, uno dei due cavalli capaci nella storia del Palio di centrare per ben due volte il cappotto.

Più complessa è la ricostruzione dei cappotti realizzati dai cavalli, poiché per molti Palii dei secoli anteriori al Novecento, specie il XVII e il XVIII secolo, non è pervenuta la documentazione riportante i loro nomi (o, come più frequente in passato, il manto dell'equino e il nominativo del proprietario). L'albo delle vittorie consente di fissare in 29 il numero dei cavalli che abbiano conquistato ambedue i Palii ordinari del medesimo anno.
Il primo cavallo di cui sia attestata la realizzazione del cappotto personale è Bufalino, che nel 1707 vinse a luglio per la Selva e ad agosto per l'Oca. Curiosamente, in ambedue i Palii era montato da Cappellaro, primo fantino a fare l'impresa. L'ultima ad esservi riuscita fu Preziosa Penelope, fautrice, insieme al fantino Scompiglio, del cappotto della Lupa del 2016.
Il morello di Lorenzo Iacopi (nel 1833 e nel 1835) e Folco (nel 1933 e nel 1937) sono gli unici due cavalli che siano stati capaci di conquistare due cappotti nella propria carriera.
Nove cavalli hanno vinto i loro unici due Palii facendo cappotto: il menzionato Bufalino nel 1707, Bolso nel 1715, lo storno di Giuseppe Santini nel 1777, il morello di Salvatore Felli nel 1830, la morella di Santi Franci nel 1851, il baio scuro di Pietro Bandini nel 1853, il baio scuro di Gaetano Merlotti nel 1860, Crognolo nel 1921 e Preziosa Penelope nel 2016.
In tre occasioni il cappotto del cavallo ha coinciso con quello della contrada per cui correva: è accaduto nel 1897 a Febo per la Giraffa, nel 1933 a Folco per la Tartuca e nel 2016 a Preziosa Penelope per la Lupa.
Tre sono state le cavalle capaci di fare cappotto e vincere pure il Palio straordinario del medesimo anno: la prima fu Farfallina, appartenuta a Remigio Bellini, che vi riuscì nel 1884; nel 1891, l'impresa fu realizzata da un'altra cavalla di nome Farfallina, di proprietà di Gaetano Boscagli; l'ultima fu Gaudenzia, nel 1954.